# Таймирський вугільний басейн
Таймирський вугільний басейн — вугільний басейн на півночі Якутії, РФ.

## Характеристика
Площа 75 тис. км². Потужність вугленосної товщі 3800 м. Кількість вугільних пластів: загальна — 30, робочої потужності — 20 м. Середня потужність пластів 1…3 м, максимальна — 10 м. Вугілля марок Ж-А.
На початку XXI ст. ресурси вугілля оцінюються в 217 млрд т, придатних для використання — 185 млрд т, багаті ресурси вугілля для коксування — 88 млрд т, є промислові запаси антрациту. Вугілля малосірчисте. Басейн недостатньо вивчений, становить інтерес для промислового використання.